# Mekanika Uru
A submetralhadora Mekanika Uru foi uma arma desenvolvida pelo projetista Olympio Vieira de Mello Filho, e produzida pela empresa "Mekanika Industria e Commercio Ltd" para utilização pelo Exército Brasileiro e para forças policiais nacionais.

## História e Desenvolvimento
No final de 1974 o projetista Olympio Vieira de Mello finalizou o projeto de seu protótipo de submetralhadora, batizando-a de "Uru" (em homenagem a ave nativa do Brasil de mesmo nome). No início de 1975, a empresa Mekanika iniciou a produção de um lote de testes, sendo no mesmo ano realizados testes militares .
Em 1977, o Exército Brasileiro encomendou a produção do primeiro lote destinado as forças armadas, sendo as primeiras submetralhadoras Uru deste lote entregues após o início da produção em série em 1981. Um ano mais tarde, foi desenvolvido um modelo melhorado designado como Uru Modelo II, o qual tinha como principal característica de distinção visual com relação ao primeiro modelo o fato do mesmo possui uma coronha retrátil.

### Plágios e cópias não licenciadas
Durante vários anos, uma cópia ilegal da Mekanika Uru foi produzida irregularmente e sem licença nos EUA pela empresa SACO Defense, a qual designou o nome de "SACO Defense Model 683" ou "SACO M683" . A empresa objetivava com isso vencer uma concorrência pública para a compra de submetralhadoras calibre 9 mm pelo Exército dos Estados Unidos, tendo a empresa americana falhado nesse objetivo.

## Descrição técnica
A submetralhadora Uru é uma arma leve de ação blowback e e ferrolho aberto. Por meio do seletor, é possível estabelecer dois modos de disparo: disparos únicos ou disparos de rajada (automático). 
A arma possui um corpo cilíndrico e furos de ventilação na dianteira da arma, para fins de refrigeração do cano, além de empunhadura de pistola. A mesma possui uma mira sólida, ajustada para 50 metros. 
O desenho da mesma permite que o cano seja substituído por um cano padrão equipado com um silenciador ou que a arma seja adaptada para disparo do calibre .22LR (para fins de treinamento).

### Versões
- Uru - a primeira versão com uma ponta de tubo fixo.
- Uru Modelo II - versão atualizada com coronha retrátil.
- SACO Defense Model 683 - Clone não licenciado fabricado irregularmente pela empresa americana SACO Defense.

## Referencias
1. ↑  Gander, Terry J.; Hogg, Ian V. Jane's Infantry Weapons 1995/1996. Jane's Information Group; 21 edition (May 1995). ISBN 978-0-7106-1241-0.
2. ↑  http://www.fire-arms.ru/braziliya-pistolet-pulemet-uru-model-2-foto-opisanie-harakteristiki-ist.html
3. ↑  http://www.securityarms.com/20010315/galleryfiles/1900/1908.htm
4. ↑   http://modernfirearms.net/smg/braz/mekanika-uru-e.html
5. ↑  http://www.securityarms.com/20010315/galleryfiles/2800/2872.htm

## Ligações Externas
- http://www.fire-arms.ru/braziliya-pistolet-pulemet-uru-model-2-foto-opisanie-harakteristiki-ist.html
- http://www.janes.com/articles/Janes-Infantry-Weapons/Uru-9-mm-sub-machine-guns-Brazil.html
- https://web.archive.org/web/20100106232455/http://www.probertencyclopaedia.com/cgi-bin/res.pl?keyword=Uru&offset=0
- http://www.securityarms.com/20010315/galleryfiles/1900/1908.htm
- http://www.securityarms.com/20010315/galleryfiles/2800/2872.htm